# Levantamento de peso nos Jogos Pan-Americanos de 2019 - Até 67 kg masculino
A categoria até 67 kg masculino do levantamento de peso nos Jogos Pan-Americanos de 2019 foi disputada em 27 de julho  no Coliseo Mariscal Caceres, em Lima. 

## Calendário
Horário local (UTC-5).
| Data        | Horário | Fase  |
| ----------- | ------- | ----- |
| 27 de julho | 17:00   | Final |

## Medalhistas
| Ouro   | MEX Jonathan Muñoz |
| Prata  | GUA Edgar Pineda   |
| Bronze | PER Luis Bardalez  |

## Resultados
| Pos.              | Halterofilista      | Grupo | Arranque (kg) | Arremesso (kg) | Total (Kg) |
| ----------------- | ------------------- | ----- | ------------- | -------------- | ---------- |
| Medalha de ouro   | MEX Jonathan Muñoz  | A     | 138           | 168            | 306        |
| Medalha de prata  | GUA Edgar Pineda    | A     | 132           | 165            | 297        |
| Medalha de bronze | PER Luis Bardalez   | A     | 127           | 164            | 291        |
| 4                 | PER Kervis Escalona | A     | 131           | 160            | 290        |
| 5                 | COL Óscar Figueroa  | A     | 135           | —              | DNF        |